# رئومیترس
رئومیترس (درگذشته ۳۳۳ پ. م) یک نجیب‌زاده پارسی و از سرداران داریوش سوم در نبرد با اسکندر مقدونی بود. او پدر فراسائورتس بود که در سال ۳۳۰ پیش از میلاد توسط اسکندر به عنوان ساتراپ پارس انتخاب شد.
رئومیترس در نبرد گرانیک در سال ۳۳۴ پیش از میلاد شرکت کرد و فرماندهی ۲۰۰۰ سواره‌نظام در جناح راست را بر عهده داشت. او از این نبرد جان سالم به در برد اما سال بعد در جریان نبرد ایسوس به داریوش پیوست و در آن نبرد جان خود را از دست داد.